# デューラップ

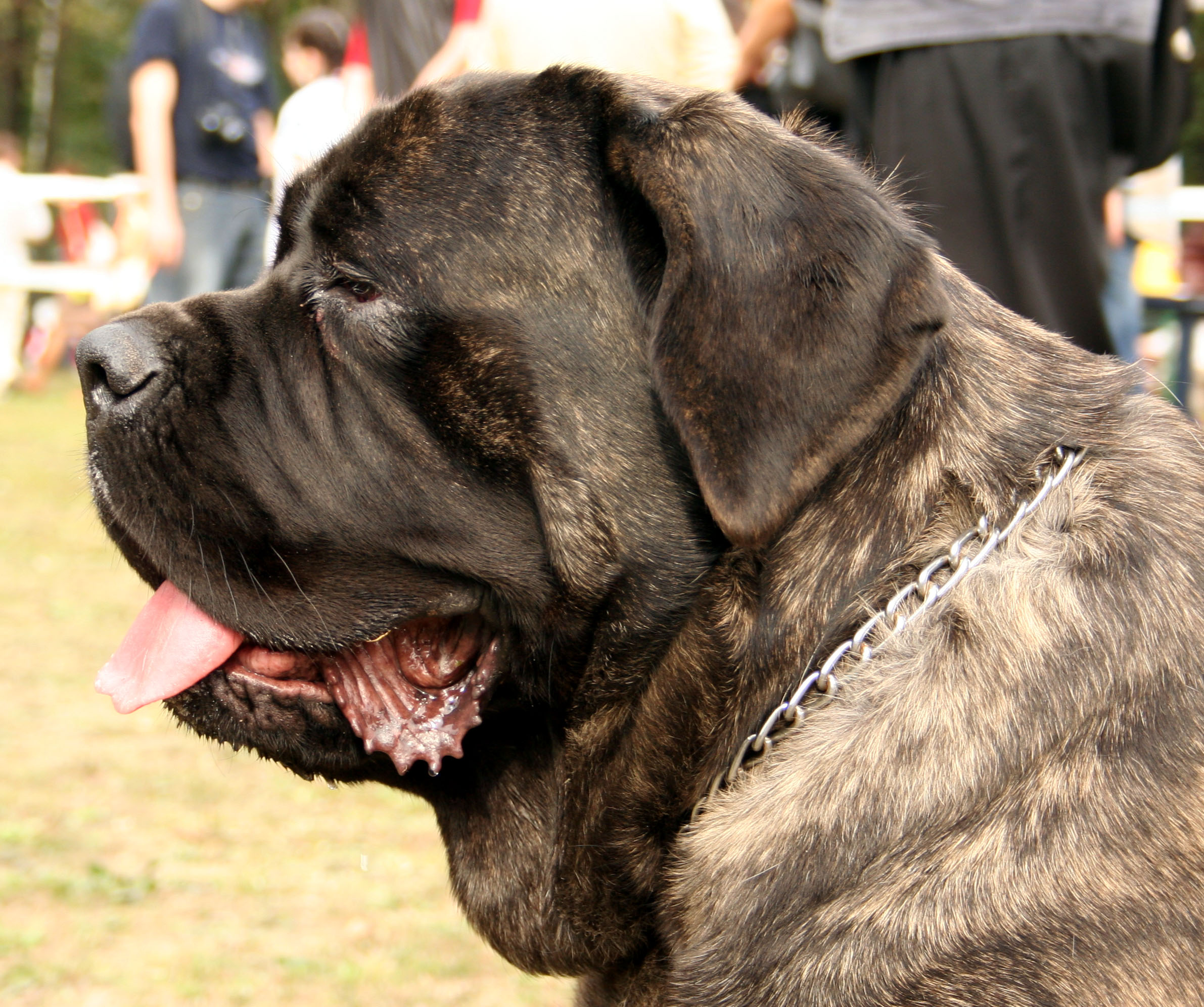
デュラップのあるマスチフ

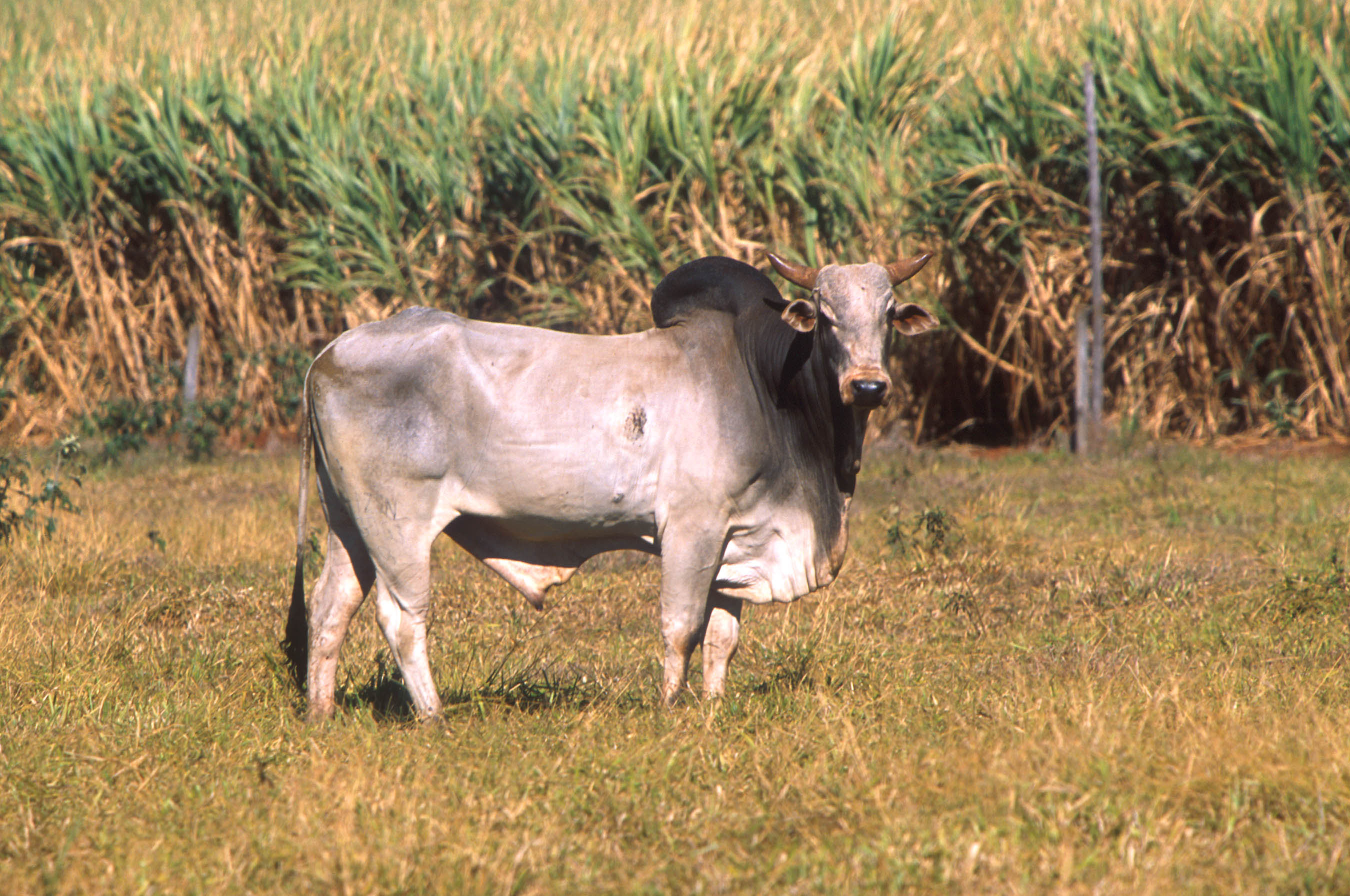
コブウシ

デューラップ（英:dewlap）とは、犬や牛、イグアナなどの喉に見られる、皮膚がたるんでいる部分のこと。デュラップ、咽喉垂皮（いんこうすいひ）とも呼ばれる。牛の場合は、胸垂と呼ぶ。うさぎでは肉垂と呼ばれる。
犬においてはブルドッグやセント・バーナード、イグアナにおいてはグリーンイグアナなどに顕著である。